# Joakim Nåfors
Joakim Rune Nåfors, född 22 december 1964, är en svensk före detta fotbollsspelare (anfallare) som spelade i Allsvenskan med Västra Frölunda IF och Gais.

## Biografi
Nåfors inledde fotbollskarriären i Göteborgs FF, och blev under sin tid i klubben juniorlandslagsman. 1986 gick han till Västra Frölunda IF, och han var under sin första säsong med och tog upp klubben i Allsvenskan. Efter två allsvenska säsonger för Frölunda uppvaktades Nåfors av lokalkonkurrenten Gais. Frölunda var ovilligt att släppa sin stjärnforward, som hade ett år kvar på kontraktet, men till sist kom de båda klubbarna överens om en övergångssumma.
I augusti 1989 gjorde Nåfors sina två första mål för Gais i en 2–1-seger i höstderbyt mot IFK Göteborg. Sammanlagt blev det fem mål på 18 allsvenska matcher säsongen 1989, men året därpå lyckades han inte göra ett enda mål på 18 matcher för ett anfallssvagt Gais som bara mäktade med 17 mål på 22 matcher. I inledningen av säsongen 1991 råkade han ut för en allvarlig knäskada som höll honom borta från spel resten av säsongen, och trots att han kom tillbaka efter skadan och spelade 26 matcher 1992 blev det inga fler mål för Nåfors i Gaiströjan. Totalt spelade han 62 matcher för Gais och gjorde fem mål innan han efter säsongen 1992 varvade ner i lägre divisioner.